# Monica Scheel
Monica Scheel (São Paulo, 9 de março de 1967) é uma velejadora brasileira. Foi medalhista de bronze nos Jogos Pan-Americanos de 1991 na classe 470.

## Biografia

### Primeiros anos
Monica nasceu em São Paulo no ano de 1967. Começou sua trajetória na vela, em Santo Amaro, fazendo parte do Yacht Club Santo Amaro.

### Carreira
Integrou a delegação brasileira nos Jogos Pan-Americanos de 1991, realizado em Havana, em Cuba. Juntamente com Cláudia Swan, conquistou a medalha de bronze para o Brasil na classe 470.
Foi selecionada para representar o Brasil nos Jogos Olímpicos de Verão de 1992, realizados em Barcelona, na Espanha. Repetindo a dupla do Pan com Cláudia Swan, competiu na categoria 470 feminino, onde terminaram na décima quinta colocação.